# Jorge Elias Kalil Filho
Jorge Elias Kalil Filho (1 de dezembro de 1953) é um pesquisador brasileiro, titular da Academia Brasileira de Ciências na área de Ciências Biomédicas desde 1997.
De ascendência libanesa, é professor da Faculdade de Medicina da Universidade de São Paulo e diretor do laboratório de imunologia do Instituto do Coração do Hospital das Clínicas (InCor).  Além disso, foi diretor do Instituto Butantan e da Fundação Zerbini, que gerencia o InCor. 
Lidera uma equipe que visa desenvolver no Brasil uma vacina contra a COVID-19  no formato de spray nasal. 
Foi homenageado com o título doutor honoris causa pela Universidade Federal do Rio Grande do Sul e condecorado com a Grã-Cruz da Ordem Nacional do Mérito Científico. 
Em 2021, recebeu a Medalha da Ordem do Mérito Médica, entregue pelo Governo Federal a médicos que prestaram serviços notáveis ao país ou que se destacaram na profissão e no desenvolvimento de outros estudos na área.